# Fons Nacional Jueu

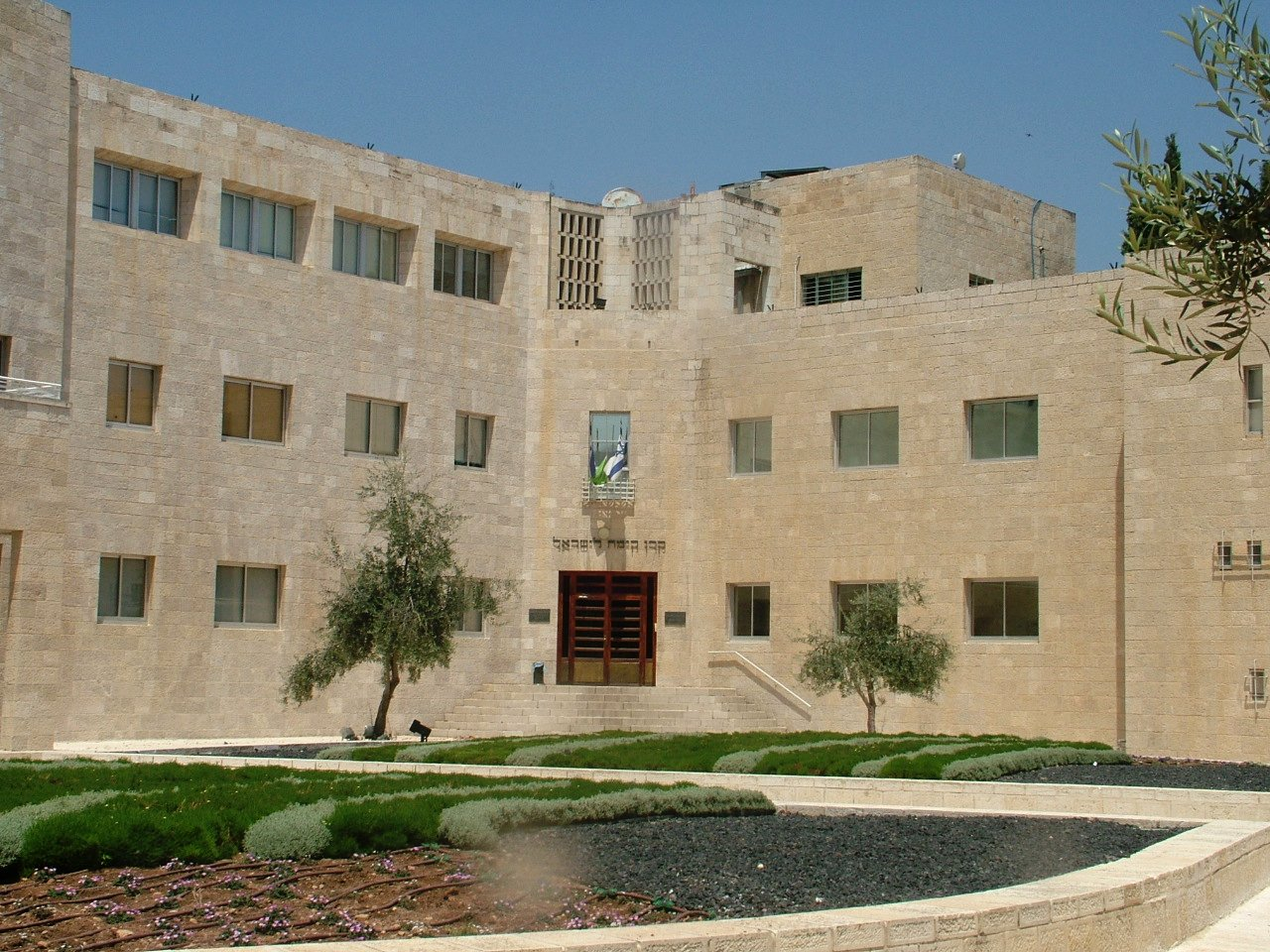
Seu del Fons Nacional Jueu a Jerusalem

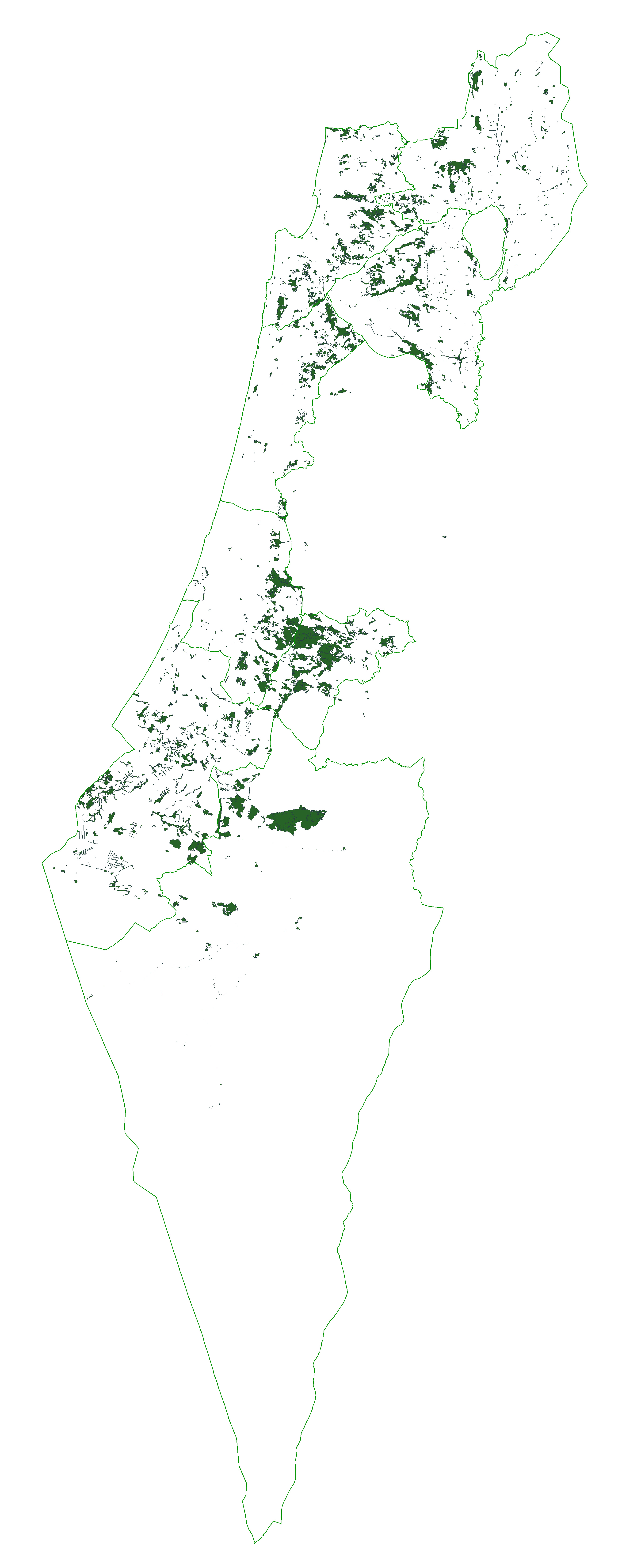
Mapa dels boscos plantats a Israel pel Fons Nacional Jueu

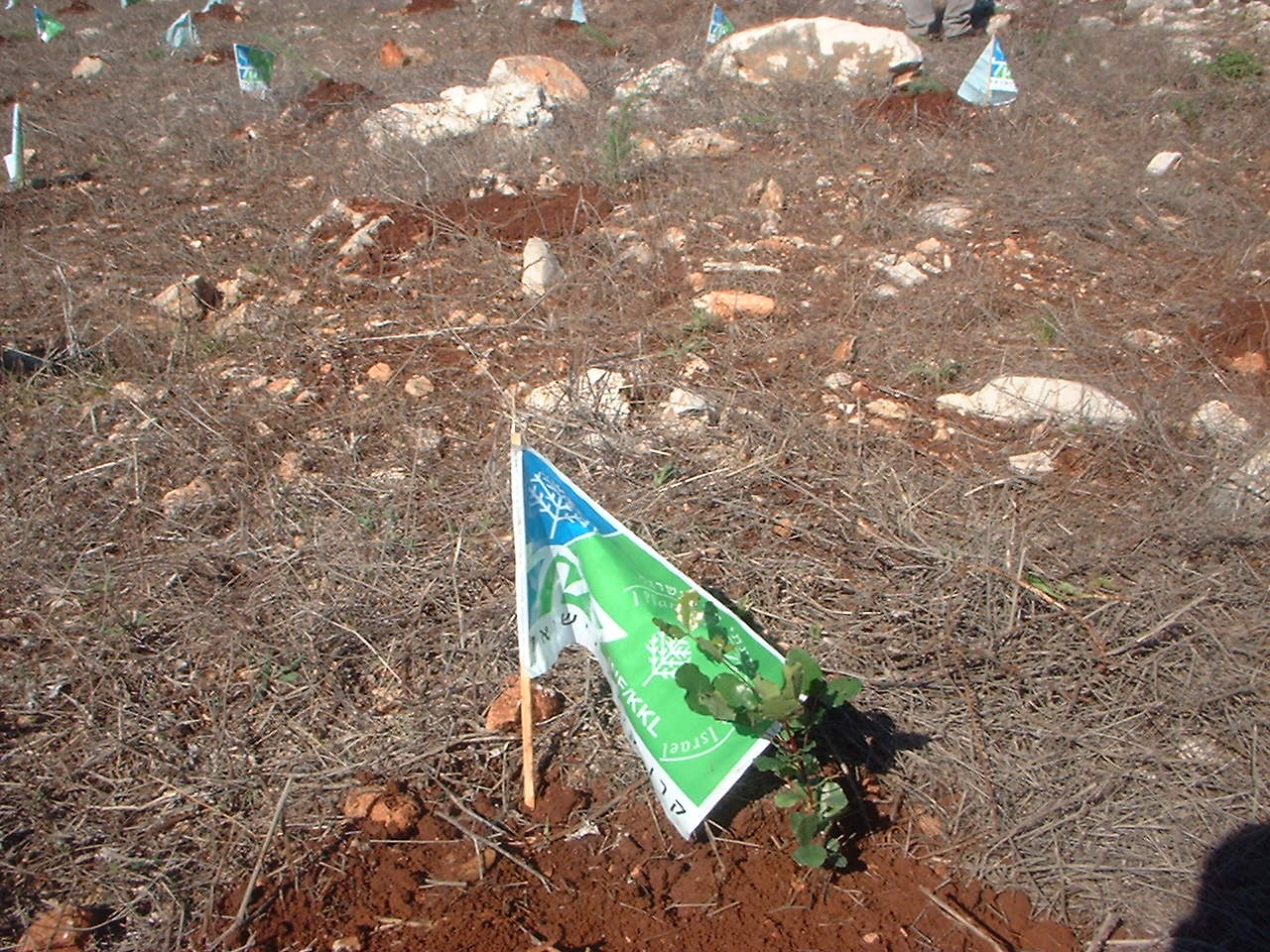
Nou arbre plantat a Israel pel Fons Nacional Jueu

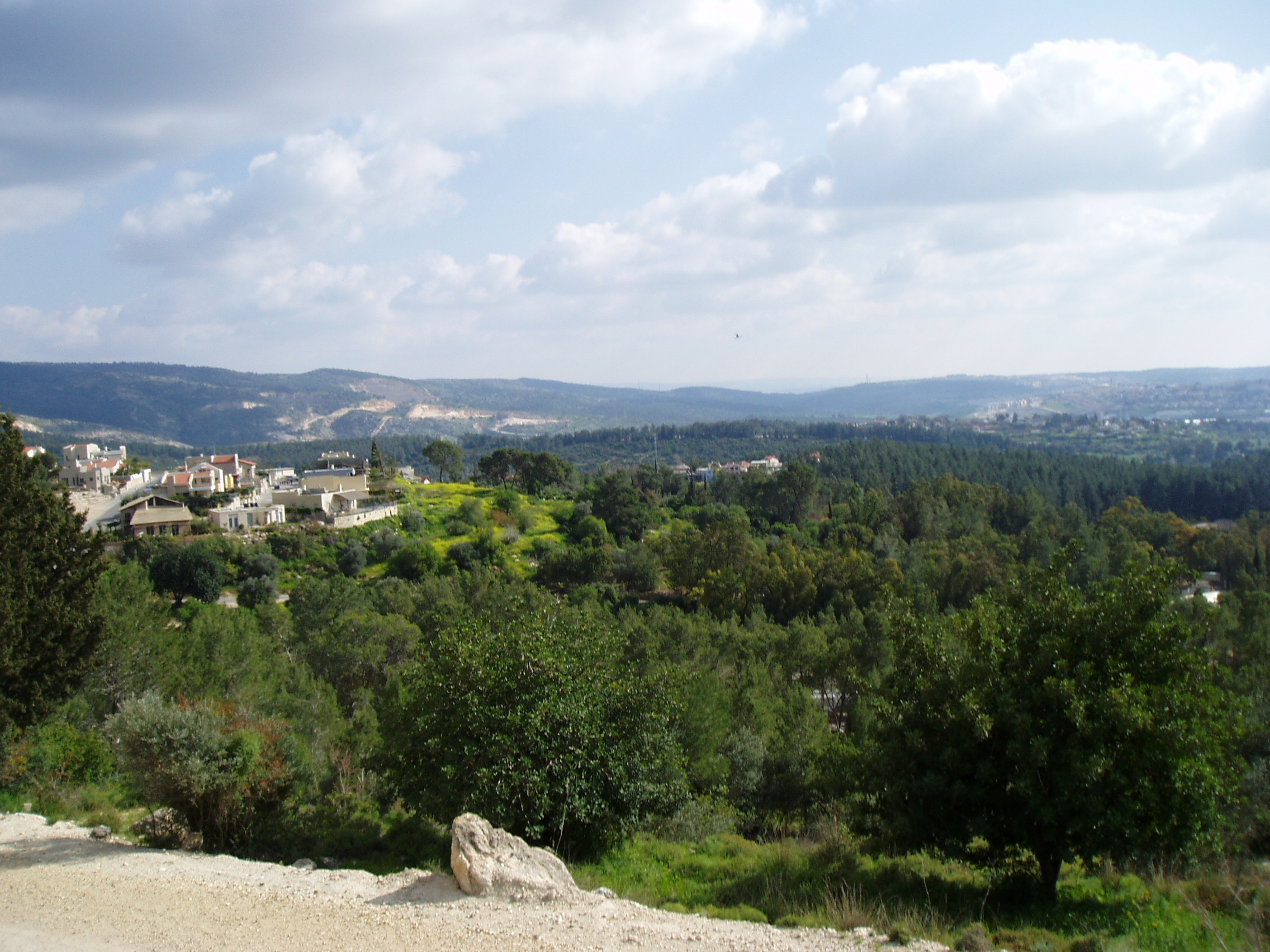
Bosc d'Eshtaol, un dels molts boscos plantats pel Fons Nacional Jueu

El Fons nacional jueu (en hebreu: קרן קיימת לישראל) (transliteració: Keren Kayemet LeIsrael) (en anglès: Jewish National Fund) (JNF) és una fundació que posseeix i gestiona diversos centenars de milers d'hectàries de terres a l'estat d'Israel. Aquesta fundació fou creada en l'any 1901 a Basilea (Suïssa) la seva tasca era la d'actuar com un fons econòmic destinat a l'adquisició de terres pel moviment sionista, KKL es va fer càrrec de la compra de terres a Palestina, i de la preparació dels futurs pioners que després van emigrar cap aquell país.